# Liste der Nummer-eins-R&B-Alben in den USA (2005)
Dies ist eine Liste der Nummer-eins-Alben in den von Billboard ermittelten Verkaufscharts für R&B- sowie Rap-Alben in den USA im Jahr 2005. In diesem Jahr erreichten zweiunddreißig R&B-Alben und sechsundzwanzig Rap-Alben Nummer-eins-Status.

## R&B-Alben (Top 100)
| ← 2004 ← | Liste der Nummer-eins-R&B-Alben in den USA | Liste der Nummer-eins-R&B-Alben in den USA | Liste der Nummer-eins-R&B-Alben in den USA         | 2006 →                    |
| \| Zeitraum \| Wo. ges. \| Interpret \| Titel \| Zusätzliche Informationen \| \| (Zeitraum, Wochen auf Platz eins, Interpret, Titel, zusätzliche Informationen) \| \| \| \| \| \| ------------------------------------------------------------------------------ \| -------- \| ---------------------------------- \| ------------------------------------------------------ \| ------------------------- \| \| 1. Januar 2005 – 7. Januar 2005 1 Woche (insgesamt 1) \| 1 \| 2Pac \| Loyal to the Game[1] \| – \| \| 8. Januar 2005 – 14. Januar 2005 1 Woche (insgesamt 2) \| 2 \| Destiny’s Child \| Destiny Fulfilled[2] \| – \| \| 15. Januar 2005 – 4. Februar 2005 3 Wochen (insgesamt 3) \| 3 \| John Legend \| Get Lifted[3] \| – \| \| 5. Februar 2005 – 4. März 2005 4 Wochen (insgesamt 4) \| 4 \| The Game \| The Documentary[4] \| – \| \| 5. März 2005 – 11. März 2005 1 Woche (insgesamt 1) \| 1 \| Omarion \| O[5] \| – \| \| 12. März 2005 – 15. April 2005 5 Wochen (insgesamt 5) \| 5 \| 50 Cent \| The Massacre[6] \| – \| \| 16. April 2005 – 22. April 2005 1 Woche (insgesamt 1) \| 1 \| Beanie Sigel \| The B. Coming[7] \| – \| \| 23. April 2005 – 29. April 2005 1 Woche (insgesamt 1) \| 1 \| Faith Evans \| The First Lady[8] \| – \| \| 30. April 2005 – 6. Mai 2005 1 Woche (insgesamt 1) \| 1 \| Mariah Carey \| The Emancipation of Mimi[9] \| – \| \| 7. Mai 2005 – 13. Mai 2005 1 Woche (insgesamt 1) \| 1 \| Mike Jones \| Who Is Mike Jones?[10] \| – \| \| 14. Mai 2005 – 20. Mai 2005 1 Woche (insgesamt 1) \| 1 \| Bobby Valentino \| Bobby Valentino[11] \| – \| \| 21. Mai 2005 – 3. Juni 2005 2 Wochen (insgesamt 3) \| 3 \| Mariah Carey \| The Emancipation of Mimi \| – \| \| 4. Juni 2005 – 10. Juni 2005 1 Woche (insgesamt 1) \| 1 \| Kem \| Album II[12] \| – \| \| 11. Juni 2005 – 17. Juni 2005 1 Woche (insgesamt 1) \| 1 \| Common \| Be[13] \| – \| \| 18. Juni 2005 – 24. Juni 2005 1 Woche (insgesamt 4) \| 4 \| Mariah Carey \| The Emancipation of Mimi \| – \| \| 25. Juni 2005 – 1. Juli 2005 1 Woche (insgesamt 1) \| 1 \| The Black Eyed Peas \| Monkey Business[14] \| – \| \| 2. Juli 2005 – 8. Juli 2005 1 Woche (insgesamt 5) \| 5 \| Mariah Carey \| The Emancipation of Mimi \| – \| \| 9. Juli 2005 – 15. Juli 2005 1 Woche (insgesamt 1) \| 1 \| Boyz n da Hood \| Boyz n da Hood[15] \| – \| \| 16. Juli 2005 – 22. Juli 2005 1 Woche (insgesamt 1) \| 1 \| Ying Yang Twins \| U.S.A. (United State of Atlanta)[16] \| – \| \| 23. Juli 2005 – 5. August 2005 2 Wochen (insgesamt 2) \| 2 \| R. Kelly \| TP-3: Reloaded[17] \| – \| \| 6. August 2005 – 12. August 2005 1 Woche (insgesamt 1) \| 1 \| Various Artists \| Now That’s What I Call Music! 19[18] \| – \| \| 13. August 2005 – 9. September 2005 4 Wochen (insgesamt 4) \| 4 \| Young Jeezy \| Let’s Get It: Thug Motivation 101[19] \| – \| \| 10. September 2005 – 16. September 2005 1 Woche (insgesamt 1) \| 1 \| Jim Jones \| Harlem: Diary of a Summer[20] \| – \| \| 17. September 2005 – 30. September 2005 2 Wochen (insgesamt 2) \| 2 \| Kanye West \| Late Registration[21] \| – \| \| 1. Oktober 2005 – 7. Oktober 2005 1 Woche (insgesamt 1) \| 1 \| Paul Wall \| The Peoples Champ[22] \| – \| \| 8. Oktober 2005 – 14. Oktober 2005 1 Woche (insgesamt 1) \| 1 \| Various Artists \| So Amazing: An All-Star Tribute to Luther Vandross[23] \| – \| \| 15. Oktober 2005 – 21. Oktober 2005 1 Woche (insgesamt 1) \| 1 \| Three 6 Mafia \| Most Known Unknown[24] \| – \| \| 22. Oktober 2005 – 28. Oktober 2005 1 Woche (insgesamt 1) \| 1 \| Twista \| The Day After[25] \| – \| \| 29. Oktober 2005 – 4. November 2005 1 Woche (insgesamt 1) \| 1 \| Alicia Keys \| Unplugged[26] \| – \| \| 5. November 2005 – 11. November 2005 1 Woche (insgesamt 1) \| 1 \| Bun B \| Trill[27] \| – \| \| 12. November 2005 – 18. November 2005 1 Woche (insgesamt 2) \| 2 \| Destiny’s Child \| Number 1’s[28] \| – \| \| 19. November 2005 – 25. November 2005 1 Woche (insgesamt 2) \| 2 \| Bun B \| Trill \| – \| \| 26. November 2005 – 9. Dezember 2005 2 Wochen (insgesamt 2) \| 2 \| Original Motion Picture Soundtrack \| Get Rich or Die Tryin’[29] \| – \| \| 10. Dezember 2005 – 16. Dezember 2005 1 Woche (insgesamt 1) \| 1 \| Juelz Santana \| What the Game’s Been Missing![30] \| – \| \| 17. Dezember 2005 – 23. Dezember 2005 1 Woche (insgesamt 1) \| 1 \| Chris Brown \| Chris Brown[31] \| – \| \| 24. Dezember 2005 – 30. Dezember 2005 1 Woche (insgesamt 1) \| 1 \| Lil Wayne \| Tha Carter II[32] \| – \| |                                            |                                            |                                                    |                           |
| ← 2004 |                                            |                                            |                                                    | → 2006 →                  |
| Zeitraum | Wo. ges.                                   | Interpret                                  | Titel                                              | Zusätzliche Informationen |
| (Zeitraum, Wochen auf Platz eins, Interpret, Titel, zusätzliche Informationen) |                                            |                                            |                                                    |                           |
| 1. Januar 2005 – 7. Januar 2005 1 Woche (insgesamt 1) | 1                                          | 2Pac                                       | Loyal to the Game                                  | –                         |
| 8. Januar 2005 – 14. Januar 2005 1 Woche (insgesamt 2) | 2                                          | Destiny’s Child                            | Destiny Fulfilled                                  | –                         |
| 15. Januar 2005 – 4. Februar 2005 3 Wochen (insgesamt 3) | 3                                          | John Legend                                | Get Lifted                                         | –                         |
| 5. Februar 2005 – 4. März 2005 4 Wochen (insgesamt 4) | 4                                          | The Game                                   | The Documentary                                    | –                         |
| 5. März 2005 – 11. März 2005 1 Woche (insgesamt 1) | 1                                          | Omarion                                    | O                                                  | –                         |
| 12. März 2005 – 15. April 2005 5 Wochen (insgesamt 5) | 5                                          | 50 Cent                                    | The Massacre                                       | –                         |
| 16. April 2005 – 22. April 2005 1 Woche (insgesamt 1) | 1                                          | Beanie Sigel                               | The B. Coming                                      | –                         |
| 23. April 2005 – 29. April 2005 1 Woche (insgesamt 1) | 1                                          | Faith Evans                                | The First Lady                                     | –                         |
| 30. April 2005 – 6. Mai 2005 1 Woche (insgesamt 1) | 1                                          | Mariah Carey                               | The Emancipation of Mimi                           | –                         |
| 7. Mai 2005 – 13. Mai 2005 1 Woche (insgesamt 1) | 1                                          | Mike Jones                                 | Who Is Mike Jones?                                 | –                         |
| 14. Mai 2005 – 20. Mai 2005 1 Woche (insgesamt 1) | 1                                          | Bobby Valentino                            | Bobby Valentino                                    | –                         |
| 21. Mai 2005 – 3. Juni 2005 2 Wochen (insgesamt 3) | 3                                          | Mariah Carey                               | The Emancipation of Mimi                           | –                         |
| 4. Juni 2005 – 10. Juni 2005 1 Woche (insgesamt 1) | 1                                          | Kem                                        | Album II                                           | –                         |
| 11. Juni 2005 – 17. Juni 2005 1 Woche (insgesamt 1) | 1                                          | Common                                     | Be                                                 | –                         |
| 18. Juni 2005 – 24. Juni 2005 1 Woche (insgesamt 4) | 4                                          | Mariah Carey                               | The Emancipation of Mimi                           | –                         |
| 25. Juni 2005 – 1. Juli 2005 1 Woche (insgesamt 1) | 1                                          | The Black Eyed Peas                        | Monkey Business                                    | –                         |
| 2. Juli 2005 – 8. Juli 2005 1 Woche (insgesamt 5) | 5                                          | Mariah Carey                               | The Emancipation of Mimi                           | –                         |
| 9. Juli 2005 – 15. Juli 2005 1 Woche (insgesamt 1) | 1                                          | Boyz n da Hood                             | Boyz n da Hood                                     | –                         |
| 16. Juli 2005 – 22. Juli 2005 1 Woche (insgesamt 1) | 1                                          | Ying Yang Twins                            | U.S.A. (United State of Atlanta)                   | –                         |
| 23. Juli 2005 – 5. August 2005 2 Wochen (insgesamt 2) | 2                                          | R. Kelly                                   | TP-3: Reloaded                                     | –                         |
| 6. August 2005 – 12. August 2005 1 Woche (insgesamt 1) | 1                                          | Various Artists                            | Now That’s What I Call Music! 19                   | –                         |
| 13. August 2005 – 9. September 2005 4 Wochen (insgesamt 4) | 4                                          | Young Jeezy                                | Let’s Get It: Thug Motivation 101                  | –                         |
| 10. September 2005 – 16. September 2005 1 Woche (insgesamt 1) | 1                                          | Jim Jones                                  | Harlem: Diary of a Summer                          | –                         |
| 17. September 2005 – 30. September 2005 2 Wochen (insgesamt 2) | 2                                          | Kanye West                                 | Late Registration                                  | –                         |
| 1. Oktober 2005 – 7. Oktober 2005 1 Woche (insgesamt 1) | 1                                          | Paul Wall                                  | The Peoples Champ                                  | –                         |
| 8. Oktober 2005 – 14. Oktober 2005 1 Woche (insgesamt 1) | 1                                          | Various Artists                            | So Amazing: An All-Star Tribute to Luther Vandross | –                         |
| 15. Oktober 2005 – 21. Oktober 2005 1 Woche (insgesamt 1) | 1                                          | Three 6 Mafia                              | Most Known Unknown                                 | –                         |
| 22. Oktober 2005 – 28. Oktober 2005 1 Woche (insgesamt 1) | 1                                          | Twista                                     | The Day After                                      | –                         |
| 29. Oktober 2005 – 4. November 2005 1 Woche (insgesamt 1) | 1                                          | Alicia Keys                                | Unplugged                                          | –                         |
| 5. November 2005 – 11. November 2005 1 Woche (insgesamt 1) | 1                                          | Bun B                                      | Trill                                              | –                         |
| 12. November 2005 – 18. November 2005 1 Woche (insgesamt 2) | 2                                          | Destiny’s Child                            | Number 1’s                                         | –                         |
| 19. November 2005 – 25. November 2005 1 Woche (insgesamt 2) | 2                                          | Bun B                                      | Trill                                              | –                         |
| 26. November 2005 – 9. Dezember 2005 2 Wochen (insgesamt 2) | 2                                          | Original Motion Picture Soundtrack         | Get Rich or Die Tryin’                             | –                         |
| 10. Dezember 2005 – 16. Dezember 2005 1 Woche (insgesamt 1) | 1                                          | Juelz Santana                              | What the Game’s Been Missing!                      | –                         |
| 17. Dezember 2005 – 23. Dezember 2005 1 Woche (insgesamt 1) | 1                                          | Chris Brown                                | Chris Brown                                        | –                         |
| 24. Dezember 2005 – 30. Dezember 2005 1 Woche (insgesamt 1) | 1                                          | Lil Wayne                                  | Tha Carter II                                      | –                         |

## Rap-Alben (Top 25)
| ← 2004 ← | Liste der Nummer-eins-R&B-Alben in den USA | Liste der Nummer-eins-R&B-Alben in den USA | Liste der Nummer-eins-R&B-Alben in den USA | 2006 →                    |
| \| Zeitraum \| Wo. ges. \| Interpret \| Titel \| Zusätzliche Informationen \| \| (Zeitraum, Wochen auf Platz eins, Interpret, Titel, zusätzliche Informationen) \| \| \| \| \| \| ------------------------------------------------------------------------------ \| -------- \| ---------------------------------- \| --------------------------------- \| ------------------------- \| \| 1. Januar 2005 – 7. Januar 2005 1 Woche (insgesamt 1) \| 1 \| 2Pac \| Loyal to the Game \| – \| \| 8. Januar 2005 – 14. Januar 2005 1 Woche (insgesamt 4) \| 4 \| Eminem \| Encore[33] \| – \| \| 15. Januar 2005 – 4. Februar 2005 3 Wochen (insgesamt 3) \| 3 \| Lil Jon & The East Side Boyz \| Crunk Juice[34] \| – \| \| 5. Februar 2005 – 18. März 2005 6 Wochen (insgesamt 6) \| 6 \| The Game \| The Documentary \| – \| \| 19. März 2005 – 15. April 2005 4 Wochen (insgesamt 4) \| 4 \| 50 Cent \| The Massacre \| – \| \| 16. April 2005 – 22. April 2005 1 Woche (insgesamt 1) \| 1 \| Beanie Sigel \| The B. Coming \| – \| \| 23. April 2005 – 6. Mai 2005 2 Wochen (insgesamt 6) \| 6 \| 50 Cent \| The Massacre \| – \| \| 7. Mai 2005 – 3. Juni 2005 4 Wochen (insgesamt 4) \| 4 \| Mike Jones \| Who Is Mike Jones? \| – \| \| 4. Juni 2005 – 10. Juni 2005 1 Woche (insgesamt 1) \| 1 \| Memphis Bleek \| 534[35] \| – \| \| 11. Juni 2005 – 24. Juni 2005 2 Wochen (insgesamt 2) \| 2 \| Common \| Be \| – \| \| 25. Juni 2005 – 1. Juli 2005 1 Woche (insgesamt 1) \| 1 \| The Black Eyed Peas \| Monkey Business \| – \| \| 2. Juli 2005 – 8. Juli 2005 1 Woche (insgesamt 1) \| 1 \| Fat Joe \| All or Nothing[36] \| – \| \| 9. Juli 2005 – 15. Juli 2005 1 Woche (insgesamt 1) \| 1 \| Boyz n da Hood \| Boyz n da Hood \| – \| \| 16. Juli 2005 – 22. Juli 2005 1 Woche (insgesamt 1) \| 1 \| Ying Yang Twins \| U.S.A. (United State of Atlanta) \| – \| \| 23. Juli 2005 – 29. Juli 2005 1 Woche (insgesamt 1) \| 1 \| Missy Elliott \| The Cookbook[37] \| – \| \| 30. Juli 2005 – 5. August 2005 1 Woche (insgesamt 1) \| 1 \| Slim Thug \| Already Platinum[38] \| – \| \| 6. August 2005 – 12. August 2005 1 Woche (insgesamt 1) \| 1 \| Bow Wow \| Wanted[39] \| – \| \| 13. August 2005 – 9. September 2005 4 Wochen (insgesamt 4) \| 4 \| Young Jeezy \| Let’s Get It: Thug Motivation 101 \| – \| \| 10. September 2005 – 16. September 2005 1 Woche (insgesamt 1) \| 1 \| Jim Jones \| Harlem: Diary of a Summer \| – \| \| 17. September 2005 – 30. September 2005 2 Wochen (insgesamt 2) \| 2 \| Kanye West \| Late Registration \| – \| \| 1. Oktober 2005 – 7. Oktober 2005 1 Woche (insgesamt 1) \| 1 \| Paul Wall \| The Peoples Champ \| – \| \| 8. Oktober 2005 – 14. Oktober 2005 1 Woche (insgesamt 3) \| 3 \| Kanye West \| Late Registration \| – \| \| 15. Oktober 2005 – 21. Oktober 2005 1 Woche (insgesamt 1) \| 1 \| Three 6 Mafia \| Most Known Unknown \| – \| \| 22. Oktober 2005 – 4. November 2005 2 Wochen (insgesamt 2) \| 2 \| Twista \| The Day After \| – \| \| 5. November 2005 – 25. November 2005 3 Wochen (insgesamt 3) \| 3 \| Bun B \| Trill \| – \| \| 26. November 2005 – 9. Dezember 2005 2 Wochen (insgesamt 2) \| 2 \| Original Motion Picture Soundtrack \| Get Rich or Die Tryin’ \| – \| \| 10. Dezember 2005 – 23. Dezember 2005 2 Wochen (insgesamt 2) \| 2 \| Juelz Santana \| What the Game’s Been Missing! \| – \| \| 24. Dezember 2005 – 30. Dezember 2005 1 Woche (insgesamt 1) \| 1 \| Lil Wayne \| Tha Carter II \| – \| |                                            |                                            |                                            |                           |
| ← 2004 |                                            |                                            |                                            | → 2006 →                  |
| Zeitraum | Wo. ges.                                   | Interpret                                  | Titel                                      | Zusätzliche Informationen |
| (Zeitraum, Wochen auf Platz eins, Interpret, Titel, zusätzliche Informationen) |                                            |                                            |                                            |                           |
| 1. Januar 2005 – 7. Januar 2005 1 Woche (insgesamt 1) | 1                                          | 2Pac                                       | Loyal to the Game                          | –                         |
| 8. Januar 2005 – 14. Januar 2005 1 Woche (insgesamt 4) | 4                                          | Eminem                                     | Encore                                     | –                         |
| 15. Januar 2005 – 4. Februar 2005 3 Wochen (insgesamt 3) | 3                                          | Lil Jon & The East Side Boyz               | Crunk Juice                                | –                         |
| 5. Februar 2005 – 18. März 2005 6 Wochen (insgesamt 6) | 6                                          | The Game                                   | The Documentary                            | –                         |
| 19. März 2005 – 15. April 2005 4 Wochen (insgesamt 4) | 4                                          | 50 Cent                                    | The Massacre                               | –                         |
| 16. April 2005 – 22. April 2005 1 Woche (insgesamt 1) | 1                                          | Beanie Sigel                               | The B. Coming                              | –                         |
| 23. April 2005 – 6. Mai 2005 2 Wochen (insgesamt 6) | 6                                          | 50 Cent                                    | The Massacre                               | –                         |
| 7. Mai 2005 – 3. Juni 2005 4 Wochen (insgesamt 4) | 4                                          | Mike Jones                                 | Who Is Mike Jones?                         | –                         |
| 4. Juni 2005 – 10. Juni 2005 1 Woche (insgesamt 1) | 1                                          | Memphis Bleek                              | 534                                        | –                         |
| 11. Juni 2005 – 24. Juni 2005 2 Wochen (insgesamt 2) | 2                                          | Common                                     | Be                                         | –                         |
| 25. Juni 2005 – 1. Juli 2005 1 Woche (insgesamt 1) | 1                                          | The Black Eyed Peas                        | Monkey Business                            | –                         |
| 2. Juli 2005 – 8. Juli 2005 1 Woche (insgesamt 1) | 1                                          | Fat Joe                                    | All or Nothing                             | –                         |
| 9. Juli 2005 – 15. Juli 2005 1 Woche (insgesamt 1) | 1                                          | Boyz n da Hood                             | Boyz n da Hood                             | –                         |
| 16. Juli 2005 – 22. Juli 2005 1 Woche (insgesamt 1) | 1                                          | Ying Yang Twins                            | U.S.A. (United State of Atlanta)           | –                         |
| 23. Juli 2005 – 29. Juli 2005 1 Woche (insgesamt 1) | 1                                          | Missy Elliott                              | The Cookbook                               | –                         |
| 30. Juli 2005 – 5. August 2005 1 Woche (insgesamt 1) | 1                                          | Slim Thug                                  | Already Platinum                           | –                         |
| 6. August 2005 – 12. August 2005 1 Woche (insgesamt 1) | 1                                          | Bow Wow                                    | Wanted                                     | –                         |
| 13. August 2005 – 9. September 2005 4 Wochen (insgesamt 4) | 4                                          | Young Jeezy                                | Let’s Get It: Thug Motivation 101          | –                         |
| 10. September 2005 – 16. September 2005 1 Woche (insgesamt 1) | 1                                          | Jim Jones                                  | Harlem: Diary of a Summer                  | –                         |
| 17. September 2005 – 30. September 2005 2 Wochen (insgesamt 2) | 2                                          | Kanye West                                 | Late Registration                          | –                         |
| 1. Oktober 2005 – 7. Oktober 2005 1 Woche (insgesamt 1) | 1                                          | Paul Wall                                  | The Peoples Champ                          | –                         |
| 8. Oktober 2005 – 14. Oktober 2005 1 Woche (insgesamt 3) | 3                                          | Kanye West                                 | Late Registration                          | –                         |
| 15. Oktober 2005 – 21. Oktober 2005 1 Woche (insgesamt 1) | 1                                          | Three 6 Mafia                              | Most Known Unknown                         | –                         |
| 22. Oktober 2005 – 4. November 2005 2 Wochen (insgesamt 2) | 2                                          | Twista                                     | The Day After                              | –                         |
| 5. November 2005 – 25. November 2005 3 Wochen (insgesamt 3) | 3                                          | Bun B                                      | Trill                                      | –                         |
| 26. November 2005 – 9. Dezember 2005 2 Wochen (insgesamt 2) | 2                                          | Original Motion Picture Soundtrack         | Get Rich or Die Tryin’                     | –                         |
| 10. Dezember 2005 – 23. Dezember 2005 2 Wochen (insgesamt 2) | 2                                          | Juelz Santana                              | What the Game’s Been Missing!              | –                         |
| 24. Dezember 2005 – 30. Dezember 2005 1 Woche (insgesamt 1) | 1                                          | Lil Wayne                                  | Tha Carter II                              | –                         |